# Spegelmannen
Spegelmannen är en kriminalroman av Lars Kepler som utkom 2020 på Albert Bonniers förlag.

## Handling
En ung kvinna försvinner på väg hem från skolan. Fem år senare blir hon mördad på en lekplats mitt i Stockholm. Via övervakningskameror lyckas Joona Linna spåra ett ögonvittne.

## Framgångar
Spegelmannen blev den bäst säljande skönlitterära boken i Sverige under hela året 2020.